# Robert-Bosch-Schule Ulm
Die Robert-Bosch-Schule Ulm ist eine weiterführende Berufliche Schule in Ulm. Sie gehört zum Bildungszentrum Kuhberg. Die Robert-Bosch-Schule Ulm führt die Teilzeitschulart Berufsschule in verschiedenen Berufsfeldern sowie das Technische Gymnasium mit mehreren Profilen. Weitere Schularten sind die Berufsfachschule, das Berufskolleg sowie die Meisterschule und die Technikerschule. Die Robert-Bosch-Schule ist mit etwa 3368 Schülern (Stand 2024) die größte Berufliche Schule in Baden-Württemberg, gemessen an der Zahl der erteilten Unterrichtsstunden pro Woche.

## Geschichte
Die Schule wurde nach dem Unternehmer Robert Bosch benannt, der 1861 in Albeck (Langenau) zur Welt kam.

## Zweige der Schulen
Technisches Gymnasium:
- Mechatronik
- Informationstechnik
- Technik und Management

Berufsschule:
- Elektrotechnik
- Informationstechnik
- Installations- und Metallbautechnik
- Fertigungstechnik
- Kraftfahrzeugtechnik

Meisterschule:
- Kraftfahrzeugtechnik
- Elektrotechnik (Industriemeister)

Technikerschule:
- Kraftfahrzeugtechnik
- Elektrotechnik
- Maschinentechnik (Fertigungstechnik)
- Mechatronik/Automatisierungstechnik
- Heizungs-, Lüftungs- und Klimatechnik
- Sanitärtechnik

## Auszeichnungen
Die Schüler und Klassen dieser Schule haben schon mehrere deutschlandweite Auszeichnungen und Preise gewonnen.
- Auto Service Meister 2009[3]
- Auto Service Meister 2010[4][5]
- Auto Service Meister 2011[6]
- Landessieger "Jugend Forscht" Gebiet Technik 2011[7][8]

## Förderverein der RBS Ulm
Es gibt einen Förderverein der RBS Ulm. Er setzt sich für die Förderung des Bildungs- und Erziehungsauftrages der Robert-Bosch-Schule sowie die berufliche Aus- und Weiterbildung der Schüler ein.